# مایکل کارتر (ورزشکار)
مایکل کارتر (انگلیسی: Michael Carter؛ زادهٔ ۲۹ اکتبر ۱۹۶۰) ورزشکار دو و میدانی، و بازیکن فوتبال آمریکایی اهل ایالات متحده آمریکا است.
از باشگاه‌هایی که در آن بازی کرده‌است می‌توان به سان فرانسیسکو فورتی ناینرز اشاره کرد.